# Estado-Maior

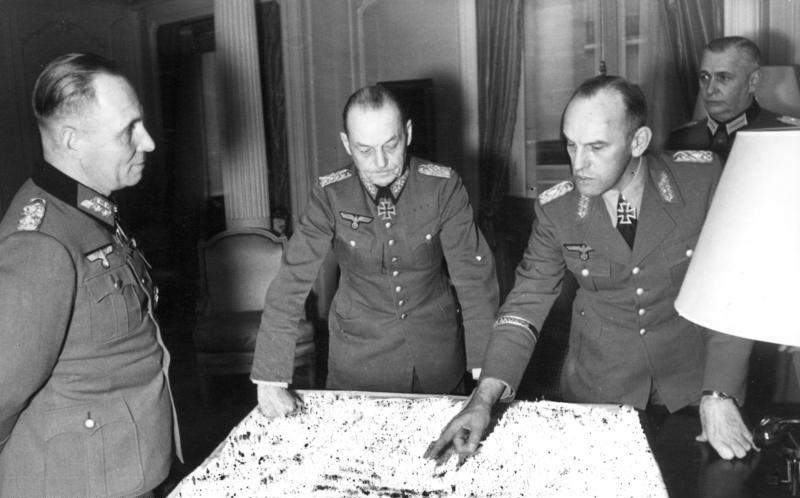
Os Generalfeldmarschälle Gerd von Rundstedt e Erwin Rommel em uma reunião em Paris, 1944. A imagem de um estado-maior em ação é a de seus membros debruçados sobre mapas e estudando tabelas.

Um Estado-Maior (EM) é um órgão - composto por oficiais, graduados ou mesmo civis - de informação, estudo, concepção e planejamento para apoio à decisão de um comandante militar. O objectivo principal de um Estado-Maior militar é providenciar um fluxo de informação bidireccional entre o comandante de uma unidade e as suas subunidades. Eles são organizados em grupos funcionais como administração, logística, operações, inteligência, treinamento, etc. A maioria das nações da OTAN, incluindo os Estados Unidos e a maioria das nações européias, usa o Sistema de Estado-Maior Continental que tem origem no Grande Armée de Napoleão.
Existem dois tipo de estado-maior, o centralizado e o descentralizado, que são definidos por diferenças doutrinais. Um estado-maior centralizado resulta em um controle de cima para baixo mais rígido, mas requer um efetivo maior no quartel-general (QG), enquanto um estado-maior descentralizado resulta em foco situacional aprimorado, iniciativa pessoal, velocidade de ação localizada, e maior precisão de orientação.
Por extensão, a designação "Estado-Maior" é também aplicada a órgãos, formais ou informais, com funções semelhantes, nas organizações civis.

## História

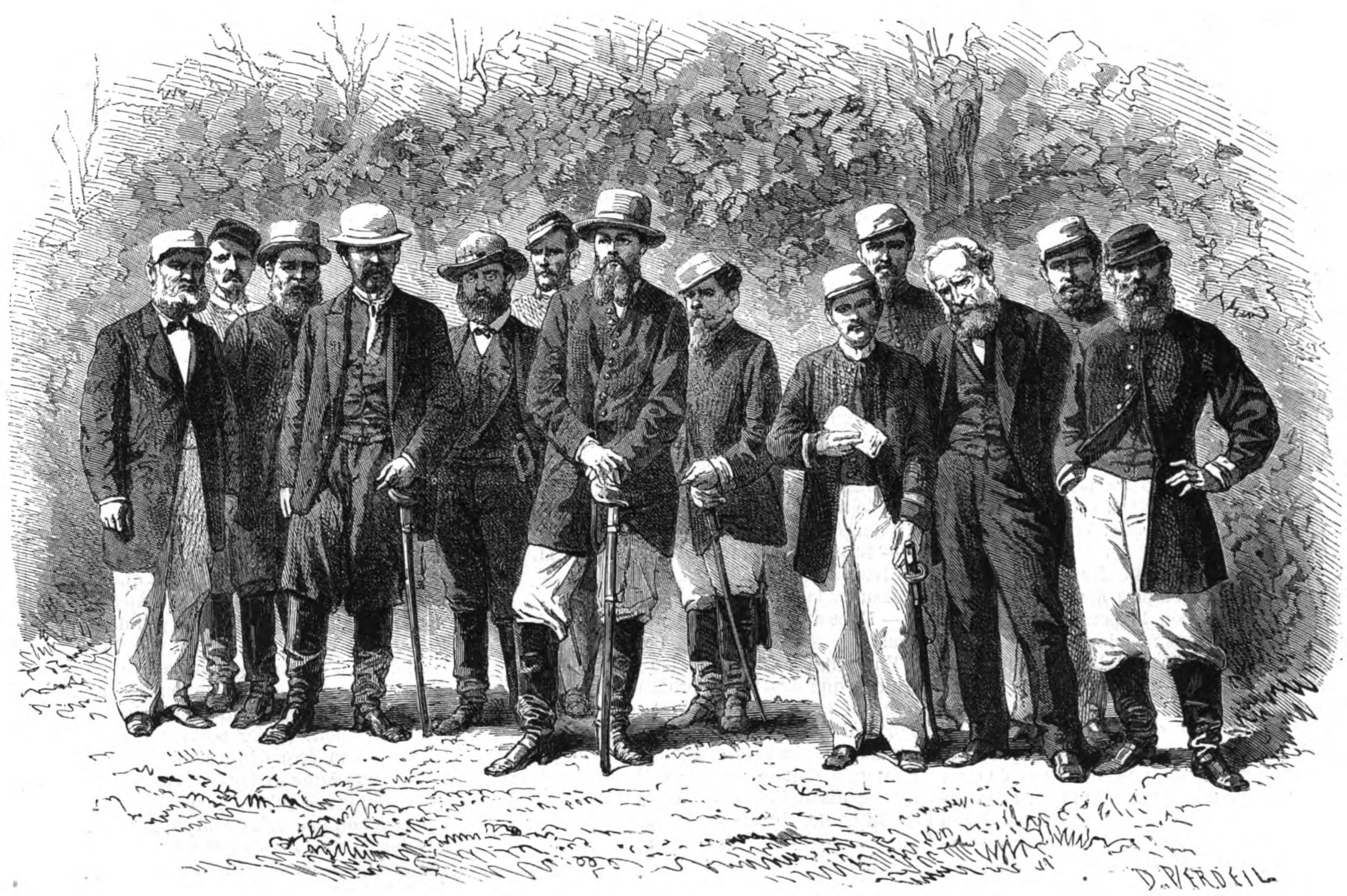
O Conde D'Eu e o seu estado-maior na Vila do Rosário, no Paraguai, durante a Guerra do Paraguai (D. Verdeil, L'Illustration, 1870).

Antes do fim do século XVIII, não existia apoio organizado e formal para funções tais como inteligência militar, logística, planejamento ou pessoal. Os comandantes de unidades lidavam com estas funções diretamente ou recebiam apoio informal de subordinados, que não eram especificamente treinados ou designados para tais fins.
O primeiro estado-maior organizado da forma moderna surgiu durante as guerras da Revolução Francesa, quando o general Louis Berthier foi designado para a função de chefe do Estado-Maior do Exército francês na Itália, em 1795.
A Prússia também adotou a prática do estado-maior no mesmo período histórico, ao designar oficiais especialistas para apoiar comandantes no campo de batalha. Mais adiante, passou a treinar oficiais em funções de estado-maior nas academias militares. Em 1814, a Prússia estabeleceu por lei um Estado-Maior-General no comando central e um estado-maior separado para cada divisão e corpo de exército. 
O conceito prussiano foi adotado por todos os grandes exércitos modernos.

## Sistema de estado-maior coordenador

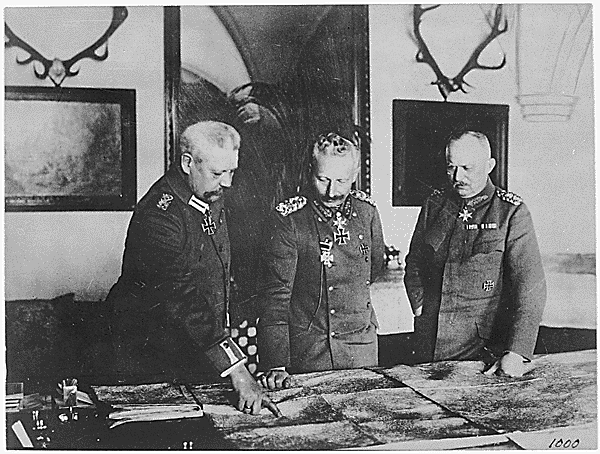
O General von Hindenburg, Kaiser Wilhelm e General Ludendorff no Quartel-General Alemão, janeiro de 1917.

Na maioria dos países está em vigor o sistema de estado-maior coordenador ou estado-maior geral, baseado naquele que foi originalmente adaptado  pelo Exército napoleónico. Neste sistema o estado-maior está dividido em elementos especializados num assunto específico. Conforme o tipo de estado-maior, esses elementos podem ser chamados secções, células, repartições, divisões, etc. Nos países da OTAN é comum a cada um destes elementos estar atribuído um código - constituído por uma letra seguida de um número - que identifica a sua especialidade e o tipo de estado-maior em que está incluído. 
As letras dos elementos, identificam o tipo de estado-maior, sendo:
- A - estado-maior de âmbito aeronáutico;
- C - estado-maior de forças combinadas (forças de dois ou mais países).
- G - estado-maior de uma unidade terrestre, sob comando de um oficial general;
- E - letra usada no Brasil para estado-maior de uma unidade terrestre, sob comando de um oficial general;
- J - estado-maior conjunto (de dois ou mais dos âmbitos naval, terrestre e aeronáutico);
- N - estado-maior de âmbito naval;
- S - estado-maior de uma unidade terrestre, sob comando de um oficial de patente inferior à de oficial general.

Os números, identificam a especialidade de um elemento dentro do estado-maior, sendo:
- 1 - pessoal e administração;
- 2 - informações (inteligência) e segurança;
- 3 - operações;
- 4 - logística;
- 5 - planejamento;
- 6 - comunicações e sistemas de informação;
- 7 - instrução;
- 8 - finanças;
- 9 - cooperação civil-militar (CIMIC).

Assim, por exemplo, G3 é o elemento especializado em operações de um estado-maior de uma unidade terrestre, comandada por um oficial general. Em estados-maiores de unidades maiores, os seus vários elementos podem dividir-se em subelementos. Assim, por exemplo, o subelemento responsável pela administração e pessoal do elemento especializado em operações, seria classificado como G31. A classificação poderia ser levada até ao próximo nível, atribuindo números de ordem a cada uma das pessoas dos subelementos (exemplo: G31-1).
Os elementos 1, 2, 3, 4 e 6 existem em quase todos os estados-maiores. Os restantes existem só em estados-maiores de grandes unidades ou de unidades com uma missão especial. No Brasil, as Unidades geralmente são dotadas apenas dos 4 primeiros elementos, sendo que essa numeração pode ter outro significa conforme a finalidade da Organização Militar (OM). Por exemplo a ICFEx (Inspetoria de Contabilidade e Finanças do Exército, http://www.3icfex.eb.mil.br/) é organizada em 3 Seções, sendo que: S1 - Apoio Técnico & Treinamento; S2 - Auditoria e Fiscalização; S3 - Contabilidade. De certa forma, eles têm alguma relação, mas não é exatamente a mesma coisa.

### Elemento 1 - pessoal e administração
O elemento de pessoal e administração é, normalmente, chefiado por um oficial com o título de "Ajudante". É responsável pelo secretariado e assuntos administrativos da unidade, sobretudo em relação ao seu pessoal. 

### Elemento 2 - informações (inteligência) e segurança
Este elemento é responsável pela recolha e análise de informação (inteligência) acerca do inimigo, com o objectivo de determinar o que está a fazer ou irá fazer. Também pode estar encarregue dos mapas e outra informação geográfica. Como elemento de segurança, encarrega-se da acreditação de segurança do pessoal da sua unidade. O elemento pode, também, encarregar-se da guerra de informação, que engloba o ataque aos sistemas de comando e controlo (C2) do inimigo e a protecção dos sistemas amigos contra ataques do inimigo.

### Elemento 3 - operações
O elemento de operações é responsável pelo planeamento e coordenação das operações e de tudo o que é necessário para a unidade manobrar e atingir o seu objectivo. Na maioria dos estados-maiores este é o maior e o principal elemento. Todos os aspectos da sustentabilidade das operações da unidade, planeamento de operações futuras e exercícios, são da responsabilidade deste elemento. Nos estados-maiores de pequenas unidades onde não existem elementos especializados de planeamento e de instrução, estas áreas são incluídas nas operações.

### Elemento 4 - logística
Este elemento era, tradicionalmente, chefiado por um oficial com o título de "Quartel-Mestre". É responsável pela gestão do apoio logístico, reabastecimento e transporte de munições, combustíveis, alimentos e água. Pode ser também, responsável pela gestão da manutenção do material da unidade.

### Elemento 5 - planejamento
O elemento de planejamento, normalmente, só existe em estados-maiores de grandes unidades. É responsável pelo planejamento estratégico.

### Elemento 6 - comunicações e sistemas de informação
Este elemento é responsável pela gestão das redes de telecomunicações de informática que ligam o comando da unidade às suas subunidades e que ligam, estas, entre si. Nos estados-maiores de pequenas unidades, este elemento, é responsável por todos os equipamentos electrónicos existentes, incluindo computadores, faxes, fotocopiadoras e telefones.

### Elemento 7 - instrução
O elemento de instrução só existe, normalmente, em estados-maiores de grandes unidades ou de unidades especializadas na instrução. É responsável pela articulação da política e métodos de doutrina, instrução, treino e formação. Nos estados-maiores das pequenas unidades, esta área, está, normalmente, integrada no elemento de operações.

### Elemento 8 - finanças
Este elemento assegura a gestão financeira da unidade, especialmente na área da contabilidade. Este elemento trabalha, muitas vezes, interligado ao elemento de administração.

### Elemento 9 - cooperação civil-militar (CIMIC)
Este elemento integra, na maioria das vezes, estados-maiores de unidades que se encontram em operações de paz ou em regiões ocupadas, sob administração militar. As suas funções são as de estabelecer, manter, influenciar ou explorar as relações entre as forças militares, as organizações civis, governamentais ou não governamentais e a população civil, com o objectivo de facilitar as operações militares e atingir os objectivos da missão.

## No Brasil

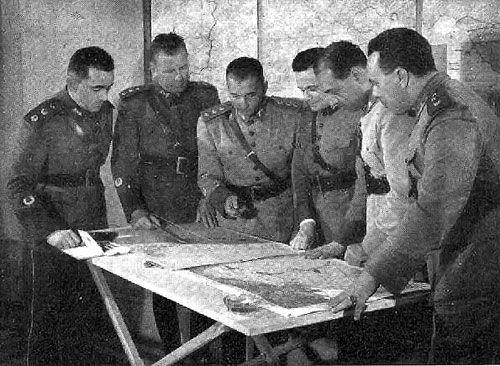
Primeira reunião do estado-maior da FEB no Rio de Janeiro, em 20 de abril de 1944. Da esquerda para a direita: Maj. Osmar Dutra, Ten.Cel. Senna Campos, Ten.Cel. Thales Ribeiro da Costa, Ten.Cel. Humberto de Alencar Castelo Branco, Ten.Cel. Amaury Kruel, Cel. Lima Brayner.

### Exército Brasileiro
O Estado-Maior do Exército é o órgão de direção geral do Exército Brasileiro responsável por assessorar o Comandante do Exército e coordenar as ações dos órgãos de direção setorial (Departamentos) nos assuntos atinentes às atividades da Força, particularmente quanto ao preparo para as operações militares.
Existe Estado-Maior nas formações militares a partir do valor Batalhão. Nas unidades o Estado-Maior é dividido em (S1 Pessoal, S2 Inteligência, S3 Operações e S4 Logística) Nos Estado-Maiores de Brigada, Divisão e Exército existem 3 subdivisões Estado-Maior Geral (EMG), Estado-Maior Especial (EMEs - onde estão lotados os oficiais especializados, jurídico, informática entre outros) Estado-Maior Pessoal (EMP - assessores particulares do CMT).

## Em Portugal
Nas Forças Armadas Portuguesas existe, normalmente, um órgão de estado-maior nas unidades operacionais de escalão batalhão ou superior. O conjunto das Forças Armadas e cada um dos seus ramos dispõem, também, cada um do seu estado-maior central. Os comandantes da Marinha, do Exército e da Força Aérea, mantêm os títulos de "Chefe do Estado Maior" dos seus ramos, apesar de já não terem uma função de chefia directa daqueles órgãos.

### História
Durante a Guerra da Restauração era chamada plana-maior ou primeira plana ao conjunto do comandante, oficiais e outros militares que não integravam cada uma das companhias dos terços do Exército. Esta designação era, provavelmente de influência espanhola, sendo que ainda é usada naquele país. Aos militares integrados na plana maior estavam atribuídas as funções de comando, administração, logística e planeamento operacional no âmbito da unidade. Por extensão, os termos plana-maior e primeira plana foram aplicados a nível das grandes unidades e do conjunto do próprio Exército. No século XVIII a plana-maior central do Exército Português era chamada Primeira Plana da Corte. Os termos plana-maior e primeira plana começam a ser substituídos pelo termo estado-maior no século XVIII, deixando, completamente, de ser utilizados no início do século XIX.
A nível regimental, aparece a divisão do estado-maior em duas partes: estado-maior, propriamente dito - constituído pelos oficiais - e estado-menor - constituído pelos praças. O conjunto dos oficiais e praças não integrados em companhias dos regimentos, é por isso designado estado maior e menor.
A partir de 1763 a designação "estado-maior" - que já era aplicada a nível regimental às antigas planas-maiores - surge a nível do conjunto do Exército. Era designado Estado-Maior do Exército o conjunto dos oficiais generais, inspectores, governadores militares e os seus respectivos adjuntos. Apesar do estado-maior não ser, ainda, um órgão propriamente dito, os seus integrantes são os responsáveis pela administração, planeamento, informações e logística do Exército, funções que iriam mais tarde a ser responsabilidade dos estados-maiores enquanto órgãos constituídos.

### Primeira Plana da Corte
No século XVIII a Primeira Plana da Corte formava o conjunto dos oficiais que não estavam incluídos nos diversos regimentos do Exército. Dividia-se em duas partes: a primeira plana empregada e a não empregada. Na primeira estavam incluídos os oficiais generais, os inspectores das armas, os governadores das fortalezas e os oficiais dos estados-maiores dos generais, inspectores das armas e dos governadores das fortalezas. A primeira plana não empregada incluía os oficiais engenheiros e os oficiais das diversas armas que não estavam a servir em nenhum regimento. 
A Primeira Plana da Corte foi extinta em 1805. Os membros da primeira plana integrada formaram o que já era conhecido por Estado-Maior do Exército. Os restantes formaram um corpo, transitoriamente, conhecido por Extinta Primeira Plana, até serem integrados em unidades das suas armas. Mais tarde, e até início do século XX, os oficiais das diversas armas, não integrados em nenhuma unidade, formavam o chamado estado-maior das respectivas armas.
Em 1834 é criado o Corpo de Estado-Maior, agrupando oficiais de elite, com formação especial, para integrarem os estados-maiores das grandes unidades.
Em 1835 o Estado-Maior do Exército é organizado como um órgão central de apoio à decisão do comando no modelo ainda em vigor.

### Estado-Maior do Exército
O Estado-Maior do Exército (EME) é o órgão central de estudo e planeamento estratégico de apoio à decisão do Comando do Exército Português. É chefiado por um oficial general com o título de "Adjunto para o Planeamento", coadjuvado pelo Director-Coordenador do EME. O EME inclui o Estado-Maior Coordenador, o Estado-Maior Especial e os órgãos de apoio.

### Estado-Maior da Armada
O Estado-Maior da Armada (EMA) é o órgão multidisciplinar de apoio à decisão do comando da Marinha Portuguesa. É chefiado por um vice-almirante com o título de "Vice-Chefe do Estado-Maior da Armada". Inclui as divisões de Pessoal e Organização, de Informações, de Operações, de Logística do Material, de Planeamento e de Comunicações e Sistemas de Informação. Até 1950, este órgão chamou-se Estado-Maior Naval.

### Estado-Maior-General das Forças Armadas
O Estado-Maior General das Forças Armadas (EMGFA) é o órgão militar superior da Nação e tem por atribuições o planeamento, a direcção e o controlo do emprego das Forças Armadas no cumprimento das missões e tarefas operacionais que a estas incumbem. O EMGFA é composto pelo Chefe do Estado-Maior-General das Forças Armadas, pelo Estado-Maior Coordenador Conjunto, pelo Centro de Operações das Forças Armadas e pelos comandos operacionais e comandos-chefe conjuntos.

### Estado-Maior da Força Aérea
O Estado-Maior da Força Aérea (EMFA) é o órgão de estudo e planeamento de actividade para apoio à decisão do comando da Força Aérea Portuguesa. É chefiado por um tenente-general com o título de "Vice-Chefe do Estado-Maior da Força Aérea", coadjuvado por um major-general com o título de "Subchefe do Estado-Maior da Força Aérea". É composto pela 1ª Divisão (Pessoal), 2ª Divisão (Informações), 3ª Divisão (Operações) e 4ª Divisão (Logística).
A 4 de novembro de 2018, foi agraciado com o grau de Membro-Honorário da Ordem Militar da Torre e Espada, do Valor, Lealdade e Mérito. A 10 de junho de 2021, foi agraciado com o grau de Membro-Honorário da Ordem Militar de Cristo.

### Corpo de Estado-Maior
Criado em 1834 o Corpo de Estado-Maior consistia num corpo, formado apenas por oficiais de elite, que recebiam uma formação especial para exercerem funções nos estados-maiores das grandes unidades do Exército Português. A sua formação passou a ser feita na Escola Central de Oficiais (mais tarde, Instituto de Altos Estudos Militares). Ao receberem a sua formação, os oficiais abandonavam as suas armas de origem e ingressavam no Corpo de Estado-Maior. Considerado muito elitista, o corpo foi extinto a seguir ao 25 de Abril de 1974.